# Clidemia scalpta
Clidemia scalpta är en tvåhjärtbladig växtart som först beskrevs av Étienne Pierre Ventenat, och fick sitt nu gällande namn av F. S. Axelrod. Clidemia scalpta ingår i släktet Clidemia och familjen Melastomataceae. Inga underarter finns listade i Catalogue of Life.